# Anthony Richard
Anthony Richard (né le 20 décembre 1996 à Trois-Rivières, dans la province de Québec au Canada) est un joueur professionnel canadien de hockey sur glace. Il évolue à la position d'ailier gauche.

## Biographie
Il commence sa carrière junior en 2012-2013 avec les Foreurs de Val-d'Or dans la LHJMQ. Éligible au repêchage d'entrée dans la LNH 2015, il est sélectionné au 4e tour, 100e choix au total, par les Predators de Nashville. 
Il connaît sa meilleure saison en junior en 2014-2015 avec une récolte de 91 points en 66 matchs. Le 14 novembre 2015, il obtient un contrat d'entrée de 3 ans avec Nashville. 
Il est rappelé par les Predators, le 1er décembre 2018, pour remplacer l'attaquant Filip Forsberg qui est sur la liste des blessés de l'équipe. Il dispute son premier match en carrière dans la LNH, le soir même, face aux Blackhawks de Chicago qui se conclut par une victoire de Nashville au compte de 5-2. Il est cédé dans la LAH, le match suivant.
Le 13 juillet 2022, Anthony Richard signe un contrat d'un an à deux volets avec les Canadiens de Montréal. Il joue son premier match avec les Canadiens le 19 décembre 2022. Deux jours plus tard, Richard compte son premier but en carrière dans la LNH alors que les Canadiens subissent une défaite de 2-1 en prolongation contre l'Avalanche du Colorado.
Le 1er juillet 2023, il paraphe un contrat d'un an à deux volets avec les Bruins de Boston. S'il joue dans la LNH, il gagnera 775 000 $.

## Statistiques

### En club
| Saison     | Équipe                 | Ligue      |    | Saison régulière | Saison régulière | Saison régulière | Saison régulière | Saison régulière |    | Séries éliminatoires | Séries éliminatoires | Séries éliminatoires | Séries éliminatoires | Séries éliminatoires |
| Saison     | Équipe                 | Ligue      | PJ | B                | A                | Pts              | Pun              | PJ               | B  | A                    | Pts                  | Pun                  |                      |                      |
| 2012-2013  | Foreurs de Val-d'Or    | LHJMQ      | 42 | 6                | 2                | 8                | 15               | 9                | 0  | 1                    | 1                    | 5                    |                      |                      |
| 2013-2014  | Foreurs de Val-d'Or    | LHJMQ      | 66 | 25               | 27               | 52               | 49               | 24               | 10 | 7                    | 17                   | 12                   |                      |                      |
| 2014-2015  | Foreurs de Val-d'Or    | LHJMQ      | 66 | 43               | 48               | 91               | 78               | 17               | 12 | 10                   | 22                   | 10                   |                      |                      |
| 2015-2016  | Foreurs de Val-d'Or    | LHJMQ      | 58 | 37               | 50               | 87               | 37               | 3                | 2  | 1                    | 3                    | 2                    |                      |                      |
| 2015-2016  | Admirals de Milwaukee  | LAH        | -  | -                | -                | -                | -                | 3                | 0  | 0                    | 0                    | 0                    |                      |                      |
| 2016-2017  | Admirals de Milwaukee  | LAH        | 55 | 4                | 12               | 16               | 23               | 3                | 0  | 1                    | 1                    | 4                    |                      |                      |
| 2016-2017  | Cyclones de Cincinnati | ECHL       | 5  | 1                | 1                | 2                | 0                | -                | -  | -                    | -                    | -                    |                      |                      |
| 2017-2018  | Admirals de Milwaukee  | LAH        | 75 | 19               | 17               | 36               | 45               | -                | -  | -                    | -                    | -                    |                      |                      |
| 2018-2019  | Admirals de Milwaukee  | LAH        | 73 | 24               | 23               | 47               | 24               | 5                | 4  | 1                    | 5                    | 9                    |                      |                      |
| 2018-2019  | Predators de Nashville | LNH        | 1  | 0                | 0                | 0                | 0                | -                | -  | -                    | -                    | -                    |                      |                      |
| 2019-2020  | Admirals de Milwaukee  | LAH        | 60 | 14               | 9                | 23               | 25               | -                | -  | -                    | -                    | -                    |                      |                      |
| 2019-2020  | Predators de Nashville | LNH        | 1  | 0                | 0                | 0                | 0                | -                | -  | -                    | -                    | -                    |                      |                      |
| 2020-2021  | Wolves de Chicago      | LAH        | 28 | 11               | 7                | 18               | 36               | -                | -  | -                    | -                    | -                    |                      |                      |
| 2021-2022  | Admirals de Milwaukee  | LAH        | 31 | 7                | 5                | 12               | 14               | -                | -  | -                    | -                    | -                    |                      |                      |
| 2021-2022  | Crunch de Syracuse     | LAH        | 40 | 10               | 16               | 26               | 10               | 5                | 4  | 2                    | 6                    | 0                    |                      |                      |
| 2022-2023  | Rocket de Laval        | LAH        | 60 | 30               | 37               | 67               | 46               | 2                | 0  | 1                    | 1                    | 0                    |                      |                      |
| 2022-2023  | Canadiens de Montréal  | LNH        | 13 | 3                | 2                | 5                | 6                | -                | -  | -                    | -                    | -                    |                      |                      |
| 2023-2024  | Bruins de Providence   | LAH        | 59 | 25               | 30               | 55               | 37               | 3                | 0  | 1                    | 1                    | 2                    |                      |                      |
| 2023-2024  | Bruins de Boston       | LNH        | 9  | 1                | 2                | 3                | 2                | -                | -  | -                    | -                    | -                    |                      |                      |
| Totaux LNH | Totaux LNH             | Totaux LNH | 24 | 4                | 4                | 8                | 8                | -                | -  | -                    | -                    | -                    |                      |                      |

### En équipe nationale
| Année | Compétition              |   | PJ | B | A | Pts | Pun      |  | Résultat |
| 2013  | Défi mondial des -17 ans | 6 | 1  | 0 | 1 | 10  | 4e place |  |          |